# Lohntheorie
Unter Lohntheorie versteht man in der Volkswirtschaftslehre eine Vielzahl von Theorien, welche die Ursachen für die Höhe und die Veränderungen des Arbeitslohns im Zeitablauf beschreiben und untersuchen.

## Allgemeines
Grundlage aller Lohntheorien sind die Lohnkosten eines Arbeitnehmers, unabhängig von der Form (Lohn, Gehalt oder Dienstbezüge). Einheit des Lohns ist der Lohnsatz als Entgelt für eine geleistete Arbeitsstunde. Zugrunde gelegt werden die Faktorkosten des Produktionsfaktors Arbeit. Lohntheorien berücksichtigen deshalb oft die Arbeitskosten abzüglich der Lohnnebenkosten. In diesem Zusammenhang untersuchen Lohntheorien insbesondere drei Aspekte mit Hilfe einer Total- oder Partialanalyse. Sie analysieren erstens, auf welche Bestimmungsgründe das Lohnniveau und dessen Veränderungen zurückzuführen sind. Zweitens wird untersucht, wie sich Veränderungen im Lohn auf andere volkswirtschaftliche Kennzahlen (wie Arbeitsangebot und Arbeitsnachfrage auf dem Arbeitsmarkt, Ausbringung, Auslastungsgrad, Beschäftigungsgrad, Preisniveau) auswirken. Schließlich wird die Frage analysiert, bei welchem Lohnniveau man von einem „gerechten Lohn“ oder „natürlichen Lohn“ sprechen könne. Nur der erstgenannte Aspekt wird von den Lohntheorien im engeren Sinne behandelt, während die anderen Aspekte etwa der Beschäftigungstheorie bzw. der Wohlfahrtstheorie überlassen werden.

## Arten
Man unterscheidet zwischen den klassischen Lohntheorien, den neoklassischen Lohntheorien und der Keynesschen Lohntheorie. Die Lohntheorie des Sozialismus wird im Rahmen der klassischen Lohntheorien behandelt.

### Klassische Lohntheorien
Überlegungen zum Lohn gab es bereits bei Aristoteles und Thomas von Aquin. Beide forderten, dass der Lohn den standesgemäßen Unterhalt sicherstellen müsse (Subsistenzlohn). François Quesnay bezog seine Aussagen zum Existenzminimum auf die Agrarproduktion. Er war 1758 der Auffassung, dass der Lohn vom Getreidepreis bestimmt werde. Adam Smith vertiefte diese Ansätze in seinem im März 1776 erschienenen Werk Der Wohlstand der Nationen, legte jedoch keine geschlossene Lohntheorie vor. Für Smith ist Arbeit der einzige wertschaffende Produktionsfaktor, so dass die Arbeit die Ursache für Reichtum und Wertschöpfung darstelle. Im Ansatz findet sich bei Smith die Lohnfondstheorie, die von James Mill vertretene Existenzminimumtheorie oder die Produktivitätstheorie. Wichtigster Vertreter der Lohnfondstheorie war 1848 John Stuart Mill, der älteste Sohn von James Mill.
David Ricardo befasste sich 1817 mit der Theorie des Existenzminimums im Rahmen des natürlichen Lohns. Ein erhöhter Lohn lasse das Arbeitsangebot ansteigen, führe aber zu einem Bevölkerungswachstum, durch das der Lohnfonds auf mehr Arbeiter verteilt werden müsse und deshalb jedem Arbeiter weniger Lohn zukomme. Auf den Überlegungen Ricardos baute schließlich Karl Marx von 1859 bis 1864 seine Arbeitswerttheorie auf, nach der primär die verausgabte Arbeit die Höhe der Arbeitswerte zur Ermittlung einer gerechten Entlohnung bestimme. Zu einer Verringerung der Löhne komme es durch Freisetzung der Arbeiter wegen technischem Fortschritts und damit verbundener Rationalisierung und Ausbeutung der Arbeiter. Ferdinand Lassalle als Vertreter des wissenschaftlichen Sozialismus übernahm die von Ricardo aufgestellten Thesen und prägte hierfür 1863 den Begriff „Ehernes Lohngesetz“. Diesem zufolge könne auf lange Frist der durchschnittliche Arbeitslohn den Subsistenzlohn weder unter- noch überschreiten.
Die Malthusianische Lohntheorie des Thomas Robert Malthus basiert auf seinem Bevölkerungsgesetz und geht von der Lohnfondstheorie aus. Er definierte 1820 den natürlichen Preis als Durchschnittspreis, der ein durchschnittliches Arbeitsangebot von Arbeitern erzeuge, das der tatsächlichen Arbeitsnachfrage genüge. Für Malthus stand im Bevölkerungsgesetz fest, dass ein hohes Lohnniveau das Bevölkerungswachstum fördere, was über ein höheres Arbeitsangebot zur Ermäßigung des Lohnniveaus führe.

### Neoklassische Lohntheorien
Für die neoklassischen Lohntheorien ist Arbeit ein Gut wie jedes andere, so dass das allgemeine Gleichgewichtsmodell der Gütermärkte auf den Arbeitsmarkt übertragen werden könne. Angenommen wird ein polypolistischer Arbeitsmarkt mit vielen Marktteilnehmern bei Arbeitsangebot und Arbeitsnachfrage. Entsprechend stellt der Lohn als Faktorpreis einen Gleichgewichtspreis dar, der auf der Seite der Arbeitsnachfrage gewinnmaximales und auf der Seite des Arbeitsangebots nutzenmaximales Handeln der Marktteilnehmer unterstellt. Der Reallohn entspricht bei vollkommener Konkurrenz dem Grenzprodukt der Arbeit. Mithin wird der Produktionsfaktor Arbeit nach seiner Grenzproduktivität entlohnt.
Die Grenzproduktivitätstheorie geht von den Annahmen aus, dass Arbeitsangebot und Arbeitsnachfrage homogen und atomistisch sind, Arbeitgeber Gewinnmaximierung und Arbeitnehmer Nutzenmaximierung betreiben, das Arbeitsangebot völlig unelastisch auf den Lohn reagiert, der Bestand an Sachkapital konstant bleibt und die Produktionsfaktoren Arbeit und Kapital untereinander frei substituierbar sind. Die Grenzproduktivitätstheorie befasst sich mit der Ableitung der Arbeitsnachfragekurve eines einzelnen Unternehmens. Es kann seinen Gewinn maximieren, wenn die Grenzkosten den Grenzerlösen entsprechen. Bei gegebenem Lohnsatz entsprechen die Grenzkosten für eine zusätzliche Arbeitskraft gerade dem vorgegebenen Lohnsatz. Die Unternehmen stellen bei ihrer Arbeitsnachfrage solange Personal ein, bis der Grenzertrag der hergestellten Produkte den Arbeitskosten entspricht. Das Arbeitsangebot ergibt sich aus der Wahl des Arbeitnehmers zwischen Freizeit und durch Arbeit erzielbarem Einkommen. Der Gleichgewichtslohn entspricht bei vollkommenem Wettbewerb dem Grenzprodukt der Arbeit.
Neuere neoklassische Lohntheorien sind die Humankapitaltheorie, die Kontrakttheorie und die Effizienzlohntheorien.

### Lohntheorie von Keynes
John Maynard Keynes hielt zunächst an der Grenzproduktivitätstheorie des Lohnes im Fall der Vollbeschäftigung fest. Keynes‘ Allgemeine Theorie der Beschäftigung, des Zinses und des Geldes vom Februar 1936 beinhaltete mehr eine makroökonomische Beschäftigungstheorie als Form einer Lohntheorie. In seinem bahnbrechenden Werk erkannte er vor dem Hintergrund der Weltwirtschaftskrise (1929 bis 1933), dass Arbeitslosigkeit nicht das Ergebnis überhöhter Löhne ist, sondern als abgeleitetes (derivatives) makroökonomisches Phänomen zu verstehen sei. Solange keine Steigerungen der Arbeitsproduktivität vorkommen (und damit keine Verschiebung der Produktionsfunktion erfolgt), impliziert eine Erhöhung des Arbeitseinsatzes eine sinkende Grenzproduktivität. Keynes zufolge entspricht unter der Annahme eines gegebenen Kapitalstocks bei einer gewinnmaximalen Beschäftigung und vollkommener Konkurrenz der Reallohn dem Grenzprodukt der Arbeit.
Steigt die Arbeitsproduktivität, lässt sich auch eine Erhöhung der Beschäftigung mit steigenden Reallöhnen vereinbaren. Die Arbeitsnachfrage steigt mithin bei sinkenden Reallohn, das Arbeitsangebot steigt mit steigendem Reallohn. Bei sinkenden Reallöhnen (also bei gegebenen Nominallöhnen und steigendem Preisniveau) bleibt der Angebotsüberhang auf dem Arbeitsmarkt (Arbeitslosigkeit) bestehen und wird eben nicht – wie die Neoklassiker annahmen – durch einen Rückgang des Arbeitsangebots abgebaut.

## Weitere Theorien
Johann Heinrich von Thünen präsentierte 1850 eine Formel für den „naturgemäßen Lohn“. Die Formel besagte, dass dem Arbeiter das geometrische Mittel aus dem Existenzminimum einerseits und der durchschnittlichen Arbeitsproduktivität andererseits gezahlt werden solle. Damit handelt es sich um einen Mittelwert aus dem niedrigsten und höchsten denkbaren Lohn. Dieser „natürliche Arbeitslohn“ entspringt also nicht – wie es die klassische Lohntheorie annahm – lediglich dem Verhältnis von Arbeitsangebot und Arbeitsnachfrage auf dem Arbeitsmarkt, sondern geht aus der „freien Selbstbestimmung der Arbeiter“ hervor. Die Kaufkrafttheorie der Löhne entstand ab 1928 insbesondere durch Fritz Tarnow. Sie geht davon aus, dass bei Unterauslastung der Produktionsfaktoren einer Volkswirtschaft durch die Erhöhung von Löhnen auf Höhe des Produktivitätsfortschritts inflationsfrei die Kaufkraft und somit die Nachfrage nach Konsumgütern gesteigert werden könne. Nach der Produktivitätstheorie des Lohns sollen die Löhne in dem Ausmaß steigen, in dem die Arbeitsproduktivität gestiegen ist, weil sich so das Verhältnis, mit dem die Wertschöpfung der Unternehmen sich auf Gewinne und Löhne aufteile, nicht ändere (sog. „produktivitätsorientierte Lohnpolitik“). Für Ludwig Erhard waren im Jahre 1964 Lohnerhöhungen gemäß einer gesteigerten Ergiebigkeit der Volkswirtschaft Teil der Marktwirtschaft. Diesen Zusammenhang zwischen Lohnhöhe und Produktivitätssteigerung versucht die Effizienzlohntheorie zu beschreiben. Für sie sind die Arbeitgeber die Ursache von Lohnsenkungen. Im Gegensatz dazu sind bei der 1984 entwickelten Insider-Outsider-Theorie die Arbeitnehmer der Auslöser für Lohnsenkungen. Die Grenzproduktivitätsentlohnung befasst sich mit der Nachfrage eines Unternehmens nach zusätzlicher Arbeit und begründet das interdependente Zusammenspiel der Arbeitsnachfrage, abhängig vom Lohnsatz und der Kapitalnachfrage (der Investitionen), abhängig von den Kapitalkosten (dem Zinssatz).

## Lohntheorie und Arbeitsmigration
Lohntheorien untersuchen auch die Arbeitsmigration zwischen verschiedenen Staaten, die Arbeitsmobilität voraussetzt. Kommt es in einem Niedriglohnland zur Arbeitsmigration in ein Hochlohnland, verringert sich im Niedriglohnland das Arbeitsangebot, während es in Hochlohnländern steigt. Wegen der zunehmenden Verknappung der Arbeitskräfte auf den Niedriglohnmärkten steigt auf diesen der Lohnsatz, dagegen sinkt der Lohnsatz auf den Hochlohnmärkten. Auf beiden Seiten findet eine Annäherung des Lohnniveaus statt, die Lohnkonvergenz genannt wird. Bei perfekter Arbeitsmigration ist Lohnkonvergenz erreicht, wenn das Grenzprodukt der Arbeit in den betroffenen Staaten identisch ist.

## Kritik
Kritik an den Lohntheorien kann durch die Betrachtung ihrer zugrunde liegenden Hypothesen geübt werden. Gustav Cassel kritisierte beispielsweise Ricardo und die Lohnfondstheorie. Cassel geht davon aus, dass der Arbeitslohn der Preis des Produktionsfaktors Arbeit ist und in der Wertschätzung durch den Konsumenten berücksichtigt werde. Die Lohnfondstheorie übersah, dass die Faktoren Kapital und Arbeit unterschiedlich variiert werden können und dass die Arbeitsnachfrage durch Unternehmen auch von ihrer Ertragslage bestimmt wird. Deshalb führen Rationalisierungen meist dazu, dass sich das Grenzprodukt des Kapitals stärker erhöht als das Grenzprodukt der Arbeit, wodurch Arbeitskräfte eingespart werden können. Das Malthussche Bevölkerungsgesetz sah eine Beziehung zwischen Geburtenrate und Einkommen vor, was heute nur für Entwicklungs- und Schwellenländer gilt. Die Grenzproduktivitätstheorie vernachlässigt, dass die Unternehmen den Arbeitslohn entscheidend mitbestimmen können, auch wenn der heutige Mindestlohn als gesetzlicher Mindestpreis von den Arbeitgebern hinzunehmen ist. Die Annahmen der Grenzproduktivitätstheorie sind teilweise realitätsfern und können den heutigen Arbeitsmarkt nicht erklären. Unfreiwillige Arbeitslosigkeit kann es nämlich in der Grenzproduktivitätstheorie definitionsgemäß nicht geben, wurde jedoch in Phasen der Massenarbeitslosigkeit nachgewiesen.
Kurz vor Beginn der Great Depression hielten viele Ökonomen wie Arthur Cecil Pigou (1933) das Lohnniveau für zu hoch, was ihrer Ansicht nach zur Arbeitslosigkeit führe. Sie vernachlässigten (teilweise bewusst) ökonomische Größen wie Außenhandel, Konsum, technischen Fortschritt oder Zinsniveau. Hohe Löhne oder generell hohe Einkommen führen zu Wohlstand und Konsum (tendenziell auch zu Überkonsum), geringe zu Unterkonsum.